# Annabelle Euranie
Annabelle Euranie (ur. 4 września 1982) – francuska judoczka. Olimpijka z  Aten 2004, gdzie zajęła piąte miejsce wadze półlekkiej.
Wicemistrzyni świata w 2003; uczestniczka turnieju w 2005 i 2015. Pierwsza w zawodach drużynowych w 2006 i 2014. Startowała w Pucharze Świata w latach 2001, 2002, 2004, 2014 i 2017. Triumfatorka mistrzostw Europy w 2003; piąta w 2016, a także zdobyła cztery medale w drużynie. Wygrała igrzyska śródziemnomorskie w 2005. Srebrna medalistka igrzysk europejskich w 2015 i pierwsza w drużynie. Mistrzyni Francji w 2005 i 2006 roku.

## Letnie Igrzyska Olimpijskie 2004
| Konkurencja | Eliminacje                | Eliminacje             | Finały               | Finały              | Klas. końcowa |
| Konkurencja | Przeciwnik I              | 1/4                    | 1/2                  | o 3. miejsce        | Miejsce       |
| ----------- | ------------------------- | ---------------------- | -------------------- | ------------------- | ------------- |
| 52 kg       | Ioana Dinea-Aluaș (ROU) Z | Telma Monteiro (POR) Z | Xian Dongmei (CHN) P | Ilse Heylen (BEL) P | 5.            |